# Santa Maria del Rosario nel Castello
Santa Maria del Rosario nel Castello era uma capela ou igreja de guarnição que ficava no circuito externo de fortificações do Castel Sant'Angelo, no rione Borgo de Roma. Era dedicado a Nossa Senhora do Rosário.

## História

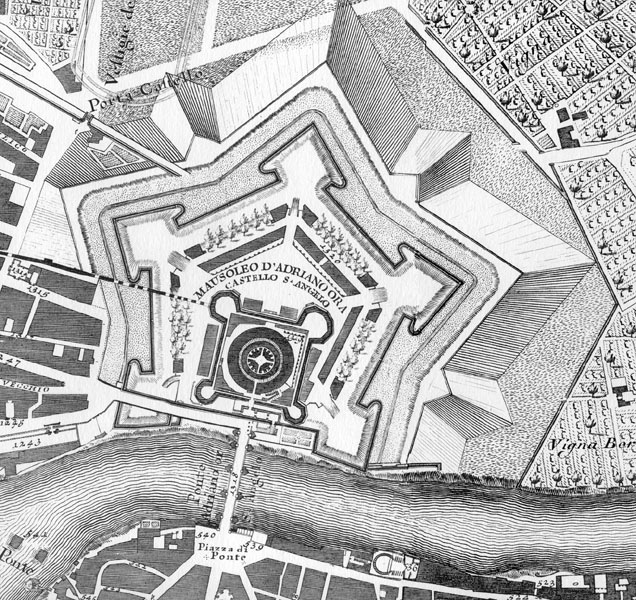
Diagrama do Castel Sant'Angelo no Mapa de Nolli (1748). A igreja ficava no ponto marcado com o número 1320 no centro da imagem (acima da segunda letra "A" em "ADRIANO").

O circuito pentagonal exterior de defesa do Castel Sant'Angelo foi completado durante o pontificado do papa Pio IV (r. 1559-1565), uma obra do arquiteto Francesco Laparelli. Ele foi acrescentado como resposta ao desenvolvimento da tecnologia dos canhões, que havia tornado as antigas fortificações do castelo completamente obsoletas. Incluídos no esquema estavam três blocos de quartel, paralelos aos lados noroeste, nordeste e sudeste do pentágono. Eles contavam passeios cobertos e com pilares em suas fachadas. A pequena igreja ficava no quartel nordeste, ocupando toda a largura do bloco numa posição ligeiramente a noroeste do centro e com entrada neste passeio.
Ali era o local de devoção da guarnição militar residente no castelo e era gerida por uma confraria que organizava velórios e funerais para camaradas falecidos. A primeira referência documental à igreja é neste sentido. O antigo castelo propriamente dito tinha várias capelas no interior, mas esta era a única que foi listada no Mapa de Nolli (1748) como igreja. O governo papal perdeu o controle do castelo durante a revolta de 1849, quando os franceses posicionaram tropas em Roma para proteger o papa. Em 1870, depois da captura de Roma, o castelo foi transformado numa prisão, que foi desativada em 1901. A igreja já estava abandonada nesta época e, provavelmente, desde havia muito tempo.
A fortificação pentagonal já havia sido parcialmente destruída durante as obras de contenção das margens do rio Tibre no início do século, mas o bloco que abrigava a igreja sobreviveu até a década de 1930, quando a área entre o talude e o castelo propriamente dito foi transformada num parque público, o Parco Adriano.